# Charles Nicolas
Pour les articles homonymes, voir Nicolas.
Charles Nicolas est un footballeur et entraîneur français né le 5 juin 1916 à Brest et mort le 1er mai 1984 à Rennes.

## Biographie
Ancien joueur durant l'entre-deux-guerres, Charles Nicolas effectue ensuite une carrière d'entraîneur.
Il dirige les SR Colmar qu'il fait monter en Division 1 en 1948. Les colmariens terminent onzième lors du championnat 1948-1949, mais doivent renoncer au professionnalisme à la suite du décès de leur président, l'industriel Joseph Lehmann.
Cela permet aux voisins du RC Strasbourg de sauver leur place parmi l'élite, et d'embaucher Charles Nicolas, libre de contrat en 1949. Les Strasbourgeois terminent sous sa houlette les deux saisons suivantes en milieu de tableau. Mais si le club des bords de l'Ill remporte son premier grand trophée, la Coupe de France en 1951, il redescend en Division 2 la saison suivante. Charles Nicolas est licencié en avril 1952.
Il est ensuite entraîneur une saison au Toulouse FC. Il fait monter le club de la ville rose en Division 1.
En 1953, il est recruté par le Red Star Olympique Audonien, avec pour mission de faire monter le club parmi l'élite. Il semble y parvenir en 1955 en terminant deuxième du Championnat de Division 2. Mais, une affaire de corruption éclate: les instances du football de l'époque maintiennent le Red Star en D2. Charles Nicolas, entraîneur mais aussi délégué de l'Amicale des entraîneurs, est lui-même impliqué: il est radié à vie. L'affaire semble avoir été le révélateur de pratiques de l'époque dépassant le seul cas du Red Star et de Charles Nicolas.

## Palmarès d'entraîneur
- Vainqueur de la Coupe de France en 1951 avec le RC Strasbourg
- Champion de France D2 en 1953 avec le Toulouse FC
- Finaliste de la Coupe Charles Drago en 1953 avec le Toulouse FC
- Finaliste du Trophée Teresa-Herrera en 1953 avec le Toulouse FC
- Vice-Champion de France D2 en 1948 avec le SR Colmar et en 1955 avec le Red Star Olympique Audonien